# 松木研也
松木 研也（まつき けんや、1979年12月15日 - ）は、埼玉県出身の俳優、ナレーター。えりオフィス所属。

## 人物
身長176cm。体重65kg。血液型A型。
趣味はボルダリング、乗馬。特技はサッカー、殺陣。

## 出演作品

### テレビドラマ

#### NHK
- 大河ドラマ / 八重の桜（2013年） - 帝大生
- ピュア! 〜一日アイドル署長の事件簿〜（2019年） - 警官
- あれからどうした（2023年） - 面接官

#### 日本テレビ
- 金曜ロードSHOW! 特別ドラマ企画 / 天才を育てた女房（2018年） - 郵便局員
- 木曜ドラマ / ブラックスキャンダル（2018年） - 記者

#### TBS
- 木曜ドラマ9 / レジデント〜5人の研修医（2012年） - 高校教師
- 月曜ゴールデン / 検事・霧島三郎（2014年） - リポーター
- 金曜ドラマ / メゾン・ド・ポリス（2019年） - 拘置所係員
- 日曜劇場 / ブラックペアン（2024年） - 司会

#### フジテレビ
- 木曜劇場
  - コード・ブルー -ドクターヘリ緊急救命-（2008年） - 看護師
  - 素直になれなくて（2010年） - ベストマガジン編集部員
  - 探偵の探偵（2015年） - スマリサーチ社探偵
  - セシルのもくろみ（2017年） - MC
  - グッド・ドクター（2018年） - 小児科医
  - アライブ がん専門医のカルテ（2020年） - 研究員
- 土曜プレミアム
  - コード・ブルー -ドクターヘリ緊急救命- 新春スペシャル（2009年） - 救命士
  - 地下鉄サリン事件 15年目の闘い〜あの日、霞ヶ関で何が起こったのか〜（2010年） - 駅員
- コード・ブルー -ドクターヘリ緊急救命-
  - （2010年） - 救命士
  - （2017年） - 作業員
- 明日の光をつかめ（2011年） - キャスター
- ほんとにあった怖い話 夏の特別編2015「嵐の日の通報」（2015年） - 無線の声 ※ノンクレジット
- オトナの土ドラ / 結婚相手は抽選で（2018年） - 記者
- フジテレビ開局60周年特別企画「松本清張 砂の器」（2019年） - のんべい横丁の店員
- 監察医 朝顔（2019年） - 弁護人
- SUITS/スーツ2（2020年） - シニアパートナー弁護士
- イチケイのカラス（2021年） - 矢口雅也[3]
- ナイト・ドクター（2021年） - 救急隊員
- 競争の番人（2022年） - 公正取引委員
- 火曜ACTION! / アイゾウ 警視庁・心理分析捜査班（2022年） - 声の出演
- 女神の教室〜リーガル青春白書〜（2023年） - 検察事務官
- 風間公親-教場0-（2023年） - 刑事
- 院内警察（2024年） - 医師
- ブルーモーメント（2024年） - 医師
- 新宿野戦病院（2024年） - 医師
- モンスター（2024年） - 穴吹キャスター
- 秘密〜THE TOP SECRET〜 第4話（2025年2月17日、関西テレビ） - アナウンサー 役

#### テレビ朝日
- 木曜ドラマ
  - 下北サンデーズ（2006年）※ノンクレジット
  - ザ・トラベルナース（2024年） - 麻酔科医
- 遺留捜査（2012年） - ナレーション
- Answer〜警視庁検証捜査官（2012年） - 司会者
- 相棒
  - （2012年） - 館野次郎
  - （2014年） - 司会者
  - （2016年） - 記者
  - （2018年） - アナウンサー
  - （2019年） - アナウンサー
  - （2021年） - アナウンサー
- 仮面ライダーシリーズ
  - 仮面ライダー鎧武/ガイム（2013年） - ユグドラシル研究員
  - 仮面ライダービルド（2017年 - 2018年） - アナウンサー
- 刑事7人
  - （2015年） - アナウンサー ※「松下研也」と誤記
  - （2016年） - 西村
  - （2021年） - 医師
  - （2023年） - 記者
- 土曜ワイド劇場 / 終着駅の牛尾刑事VS事件記者・冴子 第15作（2016年） - 今井聡
- 動物戦隊ジュウオウジャー（2016年） - 父親
- 金曜ナイトドラマ / 家政夫のミタゾノ（2016年） - キャスター
- 帯ドラマ劇場
  - トットちゃん!（2017年） - NHKディレクターの声
  - 越路吹雪物語（2018年） - 神崎タケル
- ドラマスペシャル 白日の鴉（2018年） - 製薬会社MR
- 白い巨塔（2019年） - 浪速大学病院医局員
- 土曜ナイトドラマ / べしゃり暮らし（2019年） - 番宣ナレーション
- 警視庁・捜査一課長 スペシャル8（2020年） - アナウンサー
- オシドラサタデー / ハマる男に蹴りたい女（2023年） - 秘書
- Destiny（2024年） - 医師
- ミス・ターゲット（2024年） - 係員
- 天久鷹央の推理カルテ（2025年） - 医師

#### テレビ東京
- 永遠の0（2015年） - 上官
- ドラマ25 / デッドストック〜未知への挑戦〜（2017年） - 柏木修吾
- 警視庁ゼロ係〜生活安全課なんでも相談室〜（2018年） - 鷲の湯ホテル従業員
- 執事 西園寺の名推理（2019年） - 司会者
- 特命刑事 カクホの女（2019年） - 結花の担任
- 神様のカルテ（2021年） - 救急隊員
- ドラマプレミア23 / ブラックガールズトーク（2023年） - 社員
- ドラマ8 / ハイエナ（2023年） - 元社員
- 能面検事 第4話（2025年8月1日） - 警察官 役[4]

#### NHK BSプレミアム
- 定年女子（2015年） - 司会者
- プレミアムドラマ
  - 男の操（2017年） - MCの声
  - ダイアリー（2018年） - アナウンサー

#### BSジャパン
- 松本清張ミステリー時代劇 / 役者絵（2015年） - 六右衛門の養子

#### BS11
- バブリシャスロード アニキと俺物語（2015年） - 三國の秘書

#### BSスカパー!
- 恋の時価総額（2015年） - 引っ越し屋

#### WOWOW
- 連続ドラマW
  - 女と男の熱帯（2013年） - 司会者
  - 血の轍（2014年） - 記者
  - 悪党〜加害者追跡調査〜（2018年） - 榎木の担当医
  - 神の手（2018年） - 記者
  - コールドケース3 〜真実の扉〜（2020年） - 病院広報担当
  - トッカイ 〜不良債権特別回収部〜（2021年） - 新聞記者
- 東京貧困女子。-貧困なんて他人事だと思ってた-（2023年） - サラリーマン

#### アイドル専門チャンネルPigoo
- イカロスの瞳（2015年） - 長谷山

#### フジテレビTWO ドラマ・アニメ
- ザ・ブラックカンパニー（2018年） - 表彰式の声

### テレビ番組
- THE突破ファイル「自衛隊雪山遭難篇」（日本テレビ） - 塩谷
- トリハダ（秘）スクープ映像100科ジテン 「日本最後のスパイ」（テレビ朝日） - 主演： 深谷義治
- 世界瞬撮インパクター 「大雪山SOS事件」（テレビ朝日） - 刑事
- 英雄たちの選択 「そして“忠臣蔵”が生まれた～赤穂事件・将軍綱吉の裁決～」（2014年、NHK BSプレミアム） - 荻生徂徠
- 業界怪談 中の人だけ知っている「映像業界編」（NHK BSプレミアム） - 旅芸人
- 地球を視る（NEC onlineTV） - キャスター

### 映画
- ちいさな恋のものがたり（2008年）
- 容疑者Xの献身（2008年）
- ポテチ（2012年） - 野球の実況
- 図書館戦争 - 隊員（声の出演）
  - 図書館戦争
  - 図書館戦争-THE LAST MISSION-
- 謝罪の王様（2013年） - 総理大臣SP
- 横たわる彼女（2014年） - 齋藤穣
- ストレイヤーズ・クロニクル（2015年） - 記者
- シン・ゴジラ（2016年） - 厚労省職員（巨災対メンバー）
- 秘密 THE TOP SECRET（2016年） - 声の出演
- ミュージアム（2016年） - リポーター
- チア☆ダン〜女子高生がチアダンスで全米制覇しちゃったホントの話〜（2017年） - 司会者
- ショートフィルム
  - 社畜ゾンビ（2017年） - 猿渡（半グレ）
  - 世界の果てという名の家（2019年） - 二宮
- 忍びの国（2017年） - 廊下の下忍
- SHOOT X 霊撮ゲーム（2018年） - 海江田正樹
- あの日に帰りたい（2018年） - 立花真人
- 小さな恋のうた（2019年） - 声の出演
- 泣くな赤鬼（2019年） - リポーター
- AI崩壊（2020年） - リポーター
- スマホを落としただけなのに 囚われの殺人鬼（2020年） - サイバー犯罪対策室職員
- トラップ・ガール（2021年） - 中島新
- 種まく旅人～華蓮のかがやき～（2021年） - 杉本雅夫
- 護られなかった者たちへ（2021年） - 警官
- 濁るほど透き通る想い（2022年） - 取引先社員
- TANG -タング-（2022年） - 小暮亮太
- Dr.コトー診療所（2022年） - 大学教授
- 命継ぐ（2025年） - 新井豊[5]

### オリジナルビデオ
- 麻雀飛龍伝説 天牌-TENPAI-（2011年） - 雀士
- リベンジストリーム（2018年） - 松河輝
- 山下万平 - 主演：山下万平
  - 山下万平 1発目 セン釣りだよ人生は!（2018年）
  - 山下万平 2発目 アワビ村騒動記!（2019年）
- ランチタイム終わりました2 〜おかわり〜（2018年） - 川島

### CM
※はWeb CM
- 日本コカ・コーラ ジョージア エメラルドマウンテンブレンド カフェオレ「カフェオレショー篇」（2008年） - ピアノ奏者
- サッポロ生ビール黒ラベル（2008年） - サラリーマン
- ファミリーマート 「ATM」（2009年）
- 日本経済新聞 電子版（2010年） - サラリーマン
- アクアガード（2012年） - ナレーション
- 高齢者住宅「エルスリー」（2012年）
- みんなのGOLF 6 「最後の1パット 5年後篇」（2012年）
- 象印マホービン ステンレスマグ「あの人もマイボトル 保冷篇」（2013年） - サラリーマン
- NEC 「My Time Line」（2013年） - 新聞記者 ※
- アットホーム 「TALKIE」（2015年） - 不動産担当者 ※
- エバラ食品工業「浅漬けの素」（2016年） - 料理番組アシスタント ※
  - 「まるごときゅうり篇」
  - 「まるごとトマト篇」
- 三菱自動車 「2016秋 再出発篇」（2016年） - 整備士
- J-POWER 「社員の想い 火力篇」、「社員の想い 水力篇」（2017年）
- サントリー 明日のレモンサワー「横町ミュージカル篇」（2017年） - サラリーマン
- さとふる インフォマーシャル「夫婦篇」（2017年） - 夫
- ドラゴンボール ゼノバース2（2017年） - 父親 ※Nintendo Switch版
- リクルートホールディングス スタディサプリ（2018年） - アプリユーザー ※
- PE-BANK 「プロジェクトリーダー篇」（2019年 - ） - プロジェクトリーダー
- JT 「スーシャル選挙」第3話（2021年） - キャスター
- NTTドコモ 「ドコモ光10ギガ」（2021年） - 実況
- Good Neighbor 「隣人調査のトナリスク」（2021年） - 夫
- アートネイチャー 「増毛町篇」、「ダイビング篇」（2022年）
- セブン&アイ・ホールディングス 「お買い物の不便を解消するために。」 - 配達員
- ソニー損保医療保険 「SURE」 - MC

### 配信ドラマ
- 代償（2016年、Hulu） - 白石法律事務所弁護士
- 逃亡花（2018年、ひかりTV） - ホテルスタッフ
- 今夜、勝手に抱きしめてもいいですか?（2018年、ひかりTV） - 取引先社員
- 新しい王様（2019年、Paravi） - 関東テレビプロデューサー
- 今際の国のアリス（2020年、Netflix） - 記者
- A2Z（2023年、Amazonプライム・ビデオ） - 司会者
- 僕の手を売ります（2023年、FOD） - 面接官
- 沈黙の艦隊（2023年、Amazonスタジオ） - 記者

### 舞台
- 巌流島  - 植田良平
- 十兵衛 - 柳生左門
- GANRYUJIMA - 春山徽章
- ドン・キショット

### VP
- 住友生命保険 インナー
- GSK
- 千葉県習志野市 企業局

### WEB
- ショートドラマ「ラスト・メッセージ 〜家族に残す最期の言葉」 - 上野
- 薬物再乱用防止啓発映像「表札のない家〜薬物はもういらない〜」 - 主演：鈴木真也
- 飲食の戦士たち

### ゲーム
- AEDドラマサスペンスゲーム「心止村湯けむり事件簿」（2020年） - 坂崎

### ラジオ
- Jリーグ湘南ベルマーレ実況中継（2018年 - FM湘南ナパサ）

### イベント
- ロボットのいる暮らしコンテスト
- CEATEC JAPAN
- みらSATOプロジェクト「Premium Debut Show」
- ドラッグストアショー
- ツーリズムEXPOジャパン
- YOU MAKE SHIBUYA 2016-2017（2016年 - 2017年） - リポーター

### スチール
- サッポロ生ビール黒ラベル 駅構内ポスター

### その他
- テレサ・テン 時の流れに身をまかせ（中国ドラマ） - 山本の運転手
- てっぽうだま STRAY BIRD（2021年） - プロデューサー